# Stany Zjednoczone na Zimowych Igrzyskach Olimpijskich 1932
Stany Zjednoczone na Zimowych Igrzyskach Olimpijskich 1932 reprezentowało 65 zawodników: 58 mężczyzn  i sześć kobiet. Był to trzeci start reprezentacji Stanów Zjednoczonych na zimowych igrzyskach olimpijskich.

## Zdobyte medale
| Medal  | Zawodnik | Dyscyplina           | Konkurencja               | Rezultat    |
| ------ | --- | -------------------- | ------------------------- | ----------- |
| Złoto  | Hubert Stevens, Curtis Stevens | Bobsleje             | Dwójki mężczyzn           | 8:14,74 min |
| Złoto  | William Fiske, Edward Eagan, Clifford Gray, Jay O’Brien | Bobsleje             | Czwórki mężczyzn          | 7:53,68 min |
| Złoto  | Jack Shea | Łyżwiarstwo szybkie  | bieg na 500 m mężczyzn    | 43,4 s      |
| Złoto  | Jack Shea | Łyżwiarstwo szybkie  | Bieg na 1500 m mężczyzn   | 2:57,5 min  |
| Złoto  | Irving Jaffee | Łyżwiarstwo szybkie  | Bieg na 5000 m            | 9:40,8 min  |
| Złoto  | Irving Jaffee | Łyżwiarstwo szybkie  | Bieg na 10 000 m mężczyzn | 19:13,6 min |
| Srebro | Henry Homburger, Percy Bryant, Edmund Horton, Paul Stevens | Bobsleje             | Czwórki mężczyzn          | 7:55,70 min |
| Srebro | Beatrix Loughran, Sherwin Badger | Łyżwiarstwo figurowe | pary sportowe             | 77,5 pkt    |
| Srebro | Eddie Murphy | Łyżwiarstwo szybkie  | Bieg na 5000 m mężczyzn   |             |
| Srebro | Osborne Anderson, John Bent, John Chase, John Cookman, Douglas Everett, Franklin Farrel, Joseph Fitzgerald, Edwin Frazier, John Garrison, Gerard Hallock, Robert Livingston, Francis Nelson, Winthrop Palmer, Gordon Smith | Hokej na lodzie      | turniej mężczyzn          |             |
| Brąz   | Jack Heaton, Robert Minton | Bobsleje             | Dwójki mężczyzn           | 8:29,15 min |
| Brąz   | Maribel Vinson | Łyżwiarstwo figurowe | Solistki                  | 2158,8 pkt  |

## Skład kadry

### Biegi narciarskie
Mężczyźni
| Konkurencja   | Zawodnik         | czas               | Pozycja            |
| ------------- | ---------------- | ------------------ | ------------------ |
| Bieg na 18 km | Olle Zetterstrom | 1:38:26,0          | 23.                |
| Bieg na 18 km | Richard Parsons  | 1:40:08,0          | 28.                |
| Bieg na 18 km | Rolf Monsen      | 1:42:36,0          | 33.                |
| Bieg na 18 km | Erling Andersen  | 1:58:13, 0         | 42.                |
| Bieg na 50 km | Richard Parsons  | 5:13:59,0          | 15.                |
| Bieg na 50 km | Nils Backstrom   | 5:25:40,0          | 19.                |
| Bieg na 50 km | Robert Reid      | 5:26,06,0          | 20.                |
| Bieg na 50 km | Nort Billings    | Nie ukończył biegu | Nie ukończył biegu |

### Bobsleje
Mężczyźni
| Osada | Zawodnik                                                | Konkurencja | Ślizg 1 | Ślizg 2 | Ślizg 3 | Ślizg 4 | Łącznie | Pozycja |
| ----- | ------------------------------------------------------- | ----------- | ------- | ------- | ------- | ------- | ------- | ------- |
| USA-1 | Hubert Stevens Curtis Stevens                           | Dwójki      | 2:13,10 | 2:04,27 | 1:59,69 | 1:57,68 | 8:14,74 | złoto   |
| USA-2 | Jack Heaton Robert Minton                               | Dwójki      | 2:15,02 | 2:07,51 | 2:04,29 | 2:02,33 | 8:29,15 | brąz    |
| USA-1 | William Fiske Edward Eagan Clifford Gray Jay O’Brien    | Czwórki     | 2:00,52 | 1:59,16 | 1:57,41 | 1:56,59 | 7:53,68 | złoto   |
| USA-2 | Henry Homburger Percy Bryant Edmund Horton Paul Stevens | Czwórki     | 2:01,77 | 2:01,09 | 1:58,56 | 1:54,28 | 7:55,70 | srebro  |

### Hokej na lodzie
Reprezentacja mężczyzn
| - Osborne Anderson - John Bent - John Chase - John Cookman - Douglas Everett - Franklin Farrel - Joseph Fitzgerald - Edwin Frazier |  | - John Garrison - Gerard Hallock - Robert Livingston - Francis Nelson - Winthrop Palmer - Gordon Smith |

W turnieju olimpijskim wystartowały jedynie cztery zespoły. Rozgrywki toczyły się systemem każdy z każdym mecz i rewanż. Reprezentacja Niemiec wywalczyła brązowy medal.

#### Tabela końcowa
| Drużyna           | M | Mecze | Mecze | Mecze | Bramki | Bramki | Bramki | Pkt |
| Drużyna           | M | W     | R     | P     | +      | -      | +/-    | Pkt |
| ----------------- | - | ----- | ----- | ----- | ------ | ------ | ------ | --- |
| Kanada            | 6 | 5     | 1     | 0     | 32     | 4      | +28    | 11  |
| Stany Zjednoczone | 6 | 4     | 1     | 1     | 27     | 5      | +22    | 9   |
| Niemcy            | 6 | 2     | 0     | 4     | 7      | 26     | -19    | 4   |
| Polska            | 6 | 0     | 0     | 6     | 3      | 34     | -31    | 0   |

Wyniki
| 4 lutego 1932 | Stany Zjednoczone | 1:2 po dogrywce | Kanada |  |

|  | D.Everett 22:05 | (0:0, 0:1, 1:0, 0:0, 0:1) | H.Simpson 53:36 V. Lindquist 67:14 | Sędzia główny: Bert Marples Sędziowie liniowi: Clarence Bisson |

| 5 lutego 1932 | Stany Zjednoczone | 4:1 | Polska |  |

|  | J.Bent 2:15 J. Cookman 23:15 J. Cookman 30:16 J. Garrison 54:55 | (1:0, 2:0, 1:1) | A.Kowalski 42:16 | Sędzia główny: Clarence Bisson Sędziowie liniowi: William Mace |

| 7 lutego 1932 | Stany Zjednoczone | 7:0 | Niemcy |  |

|  | D.Everett 0:37 J.Chase 0:57 J.Chase 2:38 F.Nelson 24:30 W.Palmer 34:58 W.Palmer 53:42 W.Palmer 54:59 | (3:0, 2:0, 2:0) |  | Sędzia główny: Earl Blynn Sędziowie liniowi: Clarence Bisson |

| 8 lutego 1932 | Stany Zjednoczone | 5:0 | Polska |  |

|  | G.Smith 6:42 W. Palmer 30:07 W. Palmer 40:57 J.Chase 43:53 O.Anderson 49:01 | (1:0, 1:0, 3:0) |  | Sędzia główny: Lou Marsh Sędziowie liniowi: Donald P. Sands |

| 10 lutego 1932 | Stany Zjednoczone | 8:0 | Niemcy |  |

|  | J.Chase 7:14 W.Palmer 14:43 D.Everett 27:27 J.Garisson 30:13 J.Bent 41:33 J.Bent 42:22 W.Palmer 46:35 J.Garisson 54:15 | (2:0, 2:0, 4:0) |  | Sędzia główny: Stewart McGillis Sędziowie liniowi: H.McInrue |

| 13 lutego 1932 | Stany Zjednoczone | 2:2 po dogrywce | Kanada |  |

|  | D. Everett 2:17 W.Palmer 33:38 | (1:1, 1:0, 0:1, 0:0, 0:0, 0:0) | H. Simpson 9:47 R. Rivers 54:10 | Sędzia główny: Clarence Bisson Sędziowie liniowi: J.Bowlf Bisson |

### Kombinacja norweska
Mężczyźni
| Zawodnik        | Konkurencja   | Bieg narciarski | Bieg narciarski | Bieg narciarski | Skoki narciarskie | Skoki narciarskie | Skoki narciarskie | Skoki narciarskie | Łącznie | Pozycja |
| Zawodnik        | Konkurencja   | Czas biegu      | Pozycja         | Punkty          | Skok 1            | Skok 2            | Punkty            | Pozycja           | Łącznie | Pozycja |
| --------------- | ------------- | --------------- | --------------- | --------------- | ----------------- | ----------------- | ----------------- | ----------------- | ------- | ------- |
| Rolf Monsen     | Indywidualnie | 1:42:36         | 17.             | 167,40          | 54,0              | 52,0              | 201,9             | 7.                | 369,30  | 9.      |
| Edward Blood    | Indywidualnie | 1:41:58,0       | 16.             | 170,25          | 51,5              | 46,0              | 191,2             | 18.               | 361,45  | 14.     |
| Lloyd Ellingson | Indywidualnie | 1:44:14,0       | 22.             | 160,50          | 45,0              | 56,0              | 193,7             | 17.               | 354,20  | 16.     |
| John Ericksen   | Indywidualnie | 1:54:58,0       | 27.             | 115,50          | 49,5              | 54,0              | 200,8             | 10.               | 316,30  | 25.     |

### Łyżwiarstwo figurowe
| Zawodnik                        | Konkurencja   | Nota   | Pozycja |
| ------------------------------- | ------------- | ------ | ------- |
| Roger Turner                    | Soliści       | 2297,6 | 6.      |
| James Madden                    | Soliści       | 2049,6 | 7.      |
| Gail Borden                     | Soliści       | 2110,8 | 8.      |
| William Nagle                   | Soliści       | 1884,8 | 11.     |
| Maribel Vinson                  | Solistki      | 2158,8 | brąz    |
| Margaret Bennett                | Solistki      | 1826,8 | 11.     |
| Suzanne Davis                   | Solistki      | 1780,4 | 12.     |
| Louise Weigel                   | Solistki      | 1769,4 | 14.     |
| Beatrix Loughran Sherwin Badger | Pary sportowe | 59,8   | srebro  |
| Gertrude Meredith Joseph Savage | Pary sportowe | 77,5   | .       |

### Łyżwiarstwo szybkie
Mężczyźni
| Konkurencja      | Zawodnik         | Eliminacje | Eliminacje | Finały        | Finały        |
| Konkurencja      | Zawodnik         | Czas       | Miejsce    | Czas          | Miejsce       |
| ---------------- | ---------------- | ---------- | ---------- | ------------- | ------------- |
| Bieg na 500 m    | Jack Shea        | b.d        | 2.         | 43,4          | złoto         |
| Bieg na 500 m    | Raymond Murray   | b.d        | 3.         | Nie awansował | Nie awansował |
| Bieg na 500 m    | John Farrell     | b.d        | 2.         | b.d           | 6.            |
| Bieg na 500 m    | Allan Potts      | b.d        | 3.         | Nie awansował | Nie awansował |
| Bieg na 1500 m   | Jack Shea        | 2:58,0     | 1.         | 2:57,5        | złoto         |
| Bieg na 1500 m   | Raymond Murray   | 2:29,9     | 1.         | b.d           | 5.            |
| Bieg na 1500 m   | Herbert Taylor   | 2:49,3     | 1.         | b.d           | 6.            |
| Bieg na 1500 m   | Lloyd Guenther   | b.d        | 6.         | Nie awansował | Nie awansował |
| Bieg na 5000 m   | Irving Jaffee    | 9:52,0     | 1.         | 9:40,8        | złoto         |
| Bieg na 5000 m   | Eddie Murphy     | b.d        | 2.         | b.d           | srebro        |
| Bieg na 5000 m   | Herbert Taylor   | b.d        | 2.         | b.d           | 4.            |
| Bieg na 5000 m   | Carl Springer    | b.d        | 6.         | Nie awansował | Nie awansował |
| Bieg na 10 000 m | Irving Jaffee    | 18:05,4    | 1.         | 19:13,6       | złoto         |
| Bieg na 10 000 m | Edwin Wedge      | b.d        | 4.         | b.d           | 4.            |
| Bieg na 10 000 m | Valentine Bialas | b.d        | 3.         | b.d           | 5.            |
| Bieg na 10 000 m | Eddie Schroeder  | b.d        | 4.         | b.d           | 8.            |

### Skoki narciarskie
Mężczyźni
| Zawodnik      | Skok 1        | Skok 1 | Skok 2                   | Skok 2                   | Nota                     | Pozycja                  |
| Zawodnik      | odległość     | Nota   | odległość                | Nota                     | Nota                     | Pozycja                  |
| ------------- | ------------- | ------ | ------------------------ | ------------------------ | ------------------------ | ------------------------ |
| Caspar Oimoen | 63,0          | 104,7  | 67,5                     | 112,0                    | 216,7                    | 4.                       |
| Peder Falstad | 56,0          | 96,1   | 62,5                     | 103,4                    | 199,5                    | 13.                      |
| John Steele   | 55,0          | 98,0   | 56,0                     | 97,6                     | 195,6                    | 15.                      |
| Roy Mikkelsen | 53,0 (upadek) | 52,0   | Nie ukończył konkurencji | Nie ukończył konkurencji | Nie ukończył konkurencji | Nie ukończył konkurencji |